# Station Montreuil-sur-Ille
Station Montreuil-sur-Ille is een spoorwegstation in de Franse gemeente Montreuil-sur-Ille. Het wordt bediend door treinen van het netwerk TER Bretagne op de trajecten:
- Rennes - Montreuil-sur-Ille
- Rennes - Saint-Malo
- Rennes - Dol-de-Bretagne